# Castelo de Lobeira

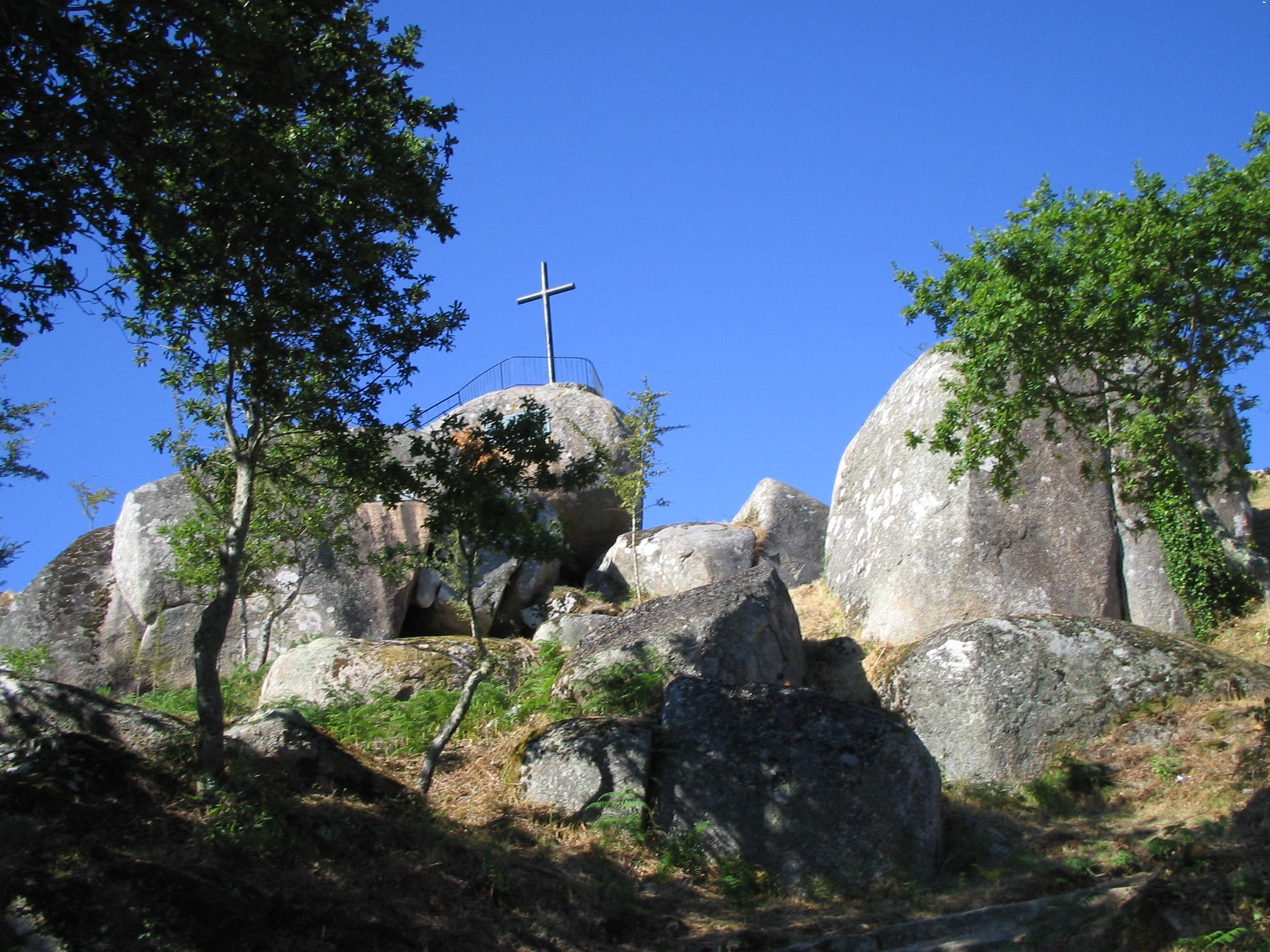
Cruz de Lobeira, Espanha.

O Castelo de Lobeira localizava-se no concelho de Vilanova de Arousa, comarca de Vigo, província de Pontevedra, na comunidade autônoma da Galiza, na Espanha.
Erguia-se no alto do monte de Lobeira, em posição dominante sobre a ria de Arousa.

## História

### Antecedentes
A primitiva ocupação humana de seu sítio remonta a um castro, conforme citado em documentos da Catedral de Santiago de Compostela onde é denominado como "Castro Lupus". A toponímia "Lobeira", reforça essa característica, uma vez que, em latim, "Lupara" significa "castelo" ou "mansão real", e também "covil de lobos".

### O castelo medieval
A mais antiga referência documental à Lobeira, dá-a como local de nascimento, no século IX), de Teodomiro, bispo de Iria Flávia, que, segundo a lenda, foi um dos descobridores do sepulcro do Apóstolo Santiago.
A fortificação na Lobeira foi reforçada nessa época, com o fim de defesa da ria não apenas dos ataques dos viquingues mas também das investidas Muçulmanas. Recorde-se que a primitiva vila de Arousa foi arrasada por um assalto dos Normandos e que forças Muçulmanas chegaram a acampar nas ilhas tão próximas como a de Sálvora ou a de Arousa. O valor de sua posição estratégica sobre o Salnés e a ria de Arousa, permitia-lhe o controle da comarca, razão pela qual, após ter estado nas mãos da igreja, o castelo foi doado a destacamentos militares para melhor proteção de Compostela.
Com tempo converteu-se numa fortificação de grande importância, sendo palco de importantes episódios da história do reino da Galiza, como por exemplo nos séculos XI e XII, quando esteve ligada aos nomes de Dona Urraca, de seu filho Afonso VII e do Arcebispo Diego Gelmírez.
Após a morte de Raimundo de Borgonha, marido de Dona Urraca, esta voltou a casar, perdendo com isso a possibilidade de herdar o trono do reino de Castela, uma vez que o seu pai assim o dispusera através de uma cláusula em seu testamento. Iniciou-se então um enfrentamento entre os que queriam coroar o seu filho Afonso (entre eles o Arcebispo Gelmírez), e os que apoiavam o novo marido de Dona Urraca, Afonso I de Aragão, que desejava controlar as terras da Galiza. Um dos aliados do aragonês foi Arias Pérez, que à época era senhor do Castelo da Lobeira, e que, através de artifícios, aqui conseguiu aprisionar Gelmírez. Apesar disso, Afonso I de Aragão não conseguiu dominar a Galiza, e Arias Pérez também foi vencido. Entendeu então Dona Urraca que o seu inimigo para chegar ao trono era Gelmírez e empregou, sem sucesso, todos os seus esforços para vencê-lo. Em 1116 eclodiu uma guerra em que o Castelo da Lobeira tornou a ter papel-chave até que, em 1117, a rainha decidiu reconciliar-se com o seu filho e abdicou.
Assinala-se ainda que da época de D. Raimundo e Dna. Urraca, existem três petróglifos que se encontram nas imediações do miradoiro, e que representam os jogos flamengos com que se entretinham os soldados neerlandeses, que custodiavam a torre, trazidos por D. Raimundo do seu país.
Posteriormente, a Lobeira seria cobiçada por qualquer das partes em luta nos diversos conflitos vinculados ao poder de Compostela, como enclave para a defesa e abastecimento da capital compostelana que, junto com as Torres do Oeste eram conhecidas como as "portas de Compostela".

### Das Revoltas Irmandinhas aos nossos dias
No contexto das revoltas Irmandinhas, durante a grande revolta irmandinha (1466-1469), quando foi formada Real Junta Irmandiña do Reino da Galiza, precursora da Junta da Galiza, comandada nesta região por Suero Gómez e Pedro Álvarez de Sotomaior, o castelo foi arrasado em retaliação contra os abusos de poder dos senhores feudais e do arcebispo de Santiago, a quem o castelo pertencia à época.
Os danos sofridos pelo castelo foram muito extensos, razão pela qual a mitra compostelana decidiu cedê-lo a Juan Antonio Mariño de Lobera, descendente de Ruy Soga de Lobera, anterior senhor da torre e personagem importante da história de Compostela, uma vez que a sua reconstrução seria por demais onerosa para a mitra, considerando que a povoação encontrava-se deserta devido às perseguições movidas pela nobreza quando de seu retorno à Galiza.
Os seus novos proprietários aproveitaram-lhe a pedra e transladaram-na para Rial, onde ergueram o magnífico paço ali existente, actualmente requalificado como um luxuoso hotel.
A completa ruína da torre deveu-se aos furtos vicinais e a inconsequentes concessões das pedras, o que se agravou após o bombardeio dos maquis refugiados no monte durante a Guerra Civil Espanhola.
Desde 2008, estão fazendo levantamento de estudo, trabalho e consolidação das ruínas.

## A cruz de Lobeira
Actualmente, no alto do miradouro da Lobeira, ergue-se uma grande cruz, ali postada em 1896 devido aos inúmeros naufrágios naquele trecho da costa, entre os quais se destacou o do navio-escola Serpent, que provocou grande comoção à época. Por essa razão, o Almirantado britânico fez colocar, numa das rochas do miradouro, uma placa em memória daqueles aprendizes-marinheiros.